# Płozy
Płozy (deutsch Plohsen) ist ein Dorf in der polnischen Woiwodschaft Ermland-Masuren. Es gehört zur Gmina Szczytno (Landgemeinde Ortelsburg) im Powiat Szczycieński (Kreis Ortelsburg).

## Geographische Lage
Płozy liegt in der südlichen Mitte der Woiwodschaft Ermland-Masuren, sechs Kilometer östlich der Kreisstadt Szczytno (deutsch Ortelsburg).

## Geschichte
Das Schatulldorf Plohsen wurde am 24. Februar 1788 gegründet. Die königliche Bestätigung erfolgte am 31. März 1788. Von 1874 bis 1945 war das Dorf in den Amtsbezirk Wawrochen (polnisch Wawrochy) eingegliedert, der – 1938 in „Amtsbezirk Deutschheide“ umbenannt – zum ostpreußischen Kreis Ortelsburg gehörte.
264 Einwohner waren im Jahre 1910 in Plohsen registriert. Im Jahre 1933 waren es 271, und 1939 betrug ihre Zahl 272.
In Kriegsfolge kam Plohsen 1945 mit dem gesamten südlichen Ostpreußen zu Polen und erhielt die polnische Namensform „Płozy“. Mit dem Sitz eines Schulzenamtes (polnisch Sołectwo) ist das Dorf heute eine Ortschaft im Verbund der Landgemeinde Szczytno (Ortelsburg) im Powiat Szczycieński (Kreis Ortelsburg), bis 1998 der Woiwodschaft Olsztyn, seither der Woiwodschaft Ermland-Masuren zugehörig. 2011 zählte Płozy 412 Einwohner.

## Kirche
Plohsen war bis 1945 in die evangelische Kirche Klein Jerutten (polnisch Jerutki) in der Kirchenprovinz Ostpreußen der Kirche der Altpreußischen Union sowie in die römisch-katholische Kirche Ortelsburg im damaligen Bistum Ermland eingepfarrt. Heute gehört Płozy wie bisher zur katholischen Kirche der Kreisstadt, jetzt im Erzbistum Ermland gelegen, außerdem zur evangelischen Pfarrei Szczytno in der Diözese Masuren der Evangelisch-Augsburgischen Kirche in Polen.

## Schule
Die im Zeitalter Friedrich Wilhelms II. gegründete Schule in Plohsen erhielt 1918 ein neues Gebäude.

## Verkehr
Płozy liegt südlich der polnischen Landesstraße 53 (frühere deutsche Reichsstraße 134) und ist über den Abzweig in Młyńsko auf einer Nebenstraße Richtung Lipowiec (Lipowitz, 1933 bis 1945 Lindenort) zu erreichen. Eine Anbindung an den Bahnverkehr besteht nicht.